# El abuelo (película de 1954)
El abuelo es un filme argentino dramático que se estrenó el 2 de julio de 1954, dirigido por Román Viñoly Barreto y escrito por Emilio Villalba Welsh basado en la novela homónima de Benito Pérez Galdós de 1897. Los principales intérpretes fueron Enrique Muiño y Mecha Ortiz.
Filmada principalmente en Coronel Moldes (Salta)- Argentina

## Elenco
Colaboraron en la película los siguientes intérpretes:
- Enrique Muiño: don Rodrigo de Achával
- Mecha Ortiz: Lucrecia Vélez
- Santiago Gómez Cou: recitante
- Elsa Daniel: Dorotea
- Érika Mandel: Leonor
- Florindo Ferrario: Zenén
- Enrique Fava: prior
- Julián Pérez Ávila: Pío
- José Ruzzo: Venancio
- Amalia Bernabé: Gregoria
- Carlos Lagrotta: Dr. Gutiérrez
- Alberto Barcel: monseñor
- Pedro Pompillo: don Carmelo
- Víctor Martucci: amigo de Lucrecia
- Lina Bardo: Vicenta
- Julián Pérez Ávila
- Gloria Castilla

## Reconocimientos
2ª. edición del Festival de San Sebastián
| Certamen        | Resultado |
| --------------- | --------- |
| Sección oficial | Incluida  |